# Юсти, Людвиг

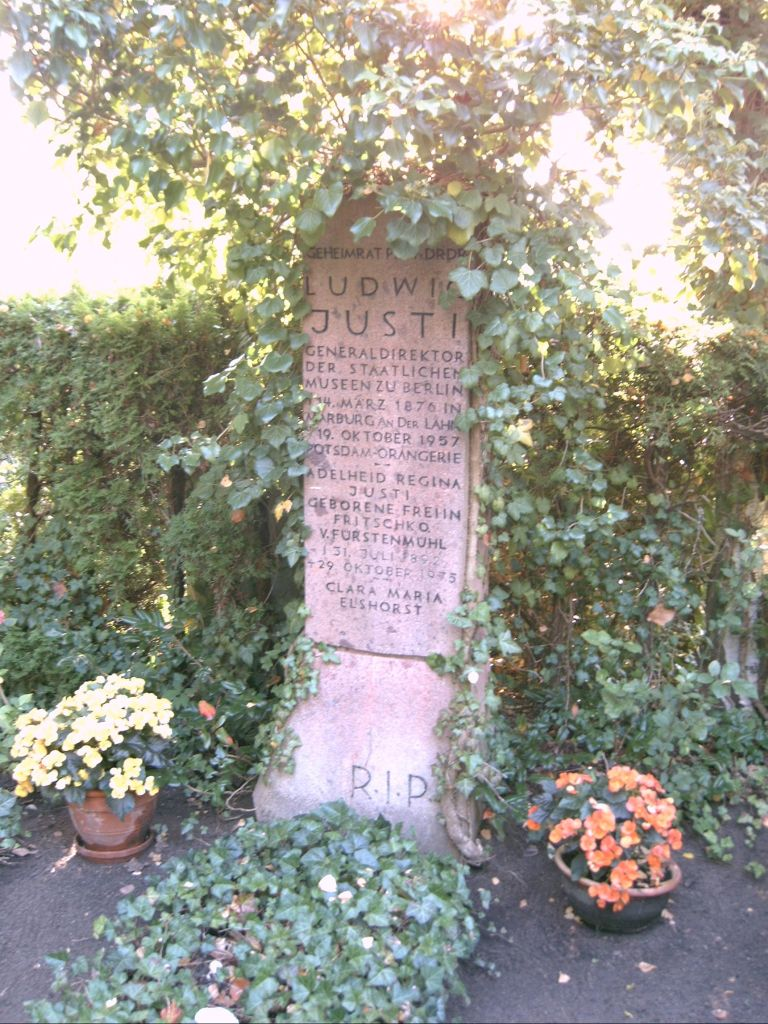
Надгробие Людвига Юсти на Борнштедтском кладбище в Потсдаме

Лю́двиг Альберт Фердинанд Ю́сти (нем. Ludwig Albert Ferdinand Justi; 14 марта 1876, Марбург — 19 октября 1957, Потсдам) — немецкий историк искусства и музейный работник. Племянник известного историка искусства Карла Юсти. В 1909—1933 годах служил директором Национальной галереи Берлина, а с 1946 года и до своей смерти — генеральным директором Государственных музеев Берлина (с 1948 года только в восточной части на Музейном острове). Особое значение имела его деятельность по созданию первого музея современного искусства в берлинском Дворце кронпринцев.

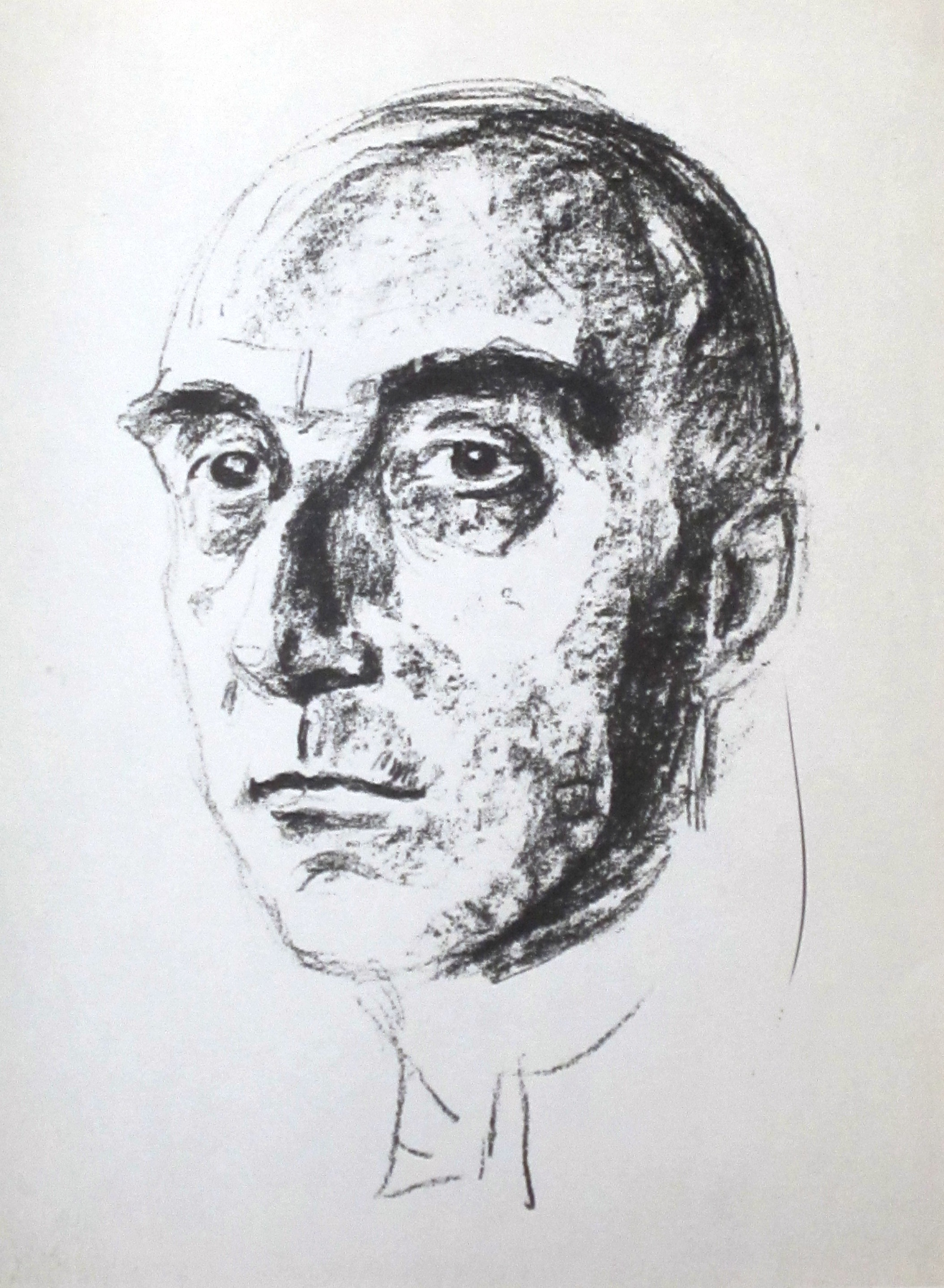
Э. Мунк. Портрет Людвига Юсти. 1927. Литография

## Биография
Людвиг Юсти происходил из известной учёной гессенской семьи. Его дядя Карл Юсти — известный искусствовед. Отец Людвига — Фердинанд Юсти, востоковед, профессор Марбургского университета.
В 1894 году Людвиг окончил гимназию в Марбурге и поступил учиться в Берлинский университет имени Гумбольдта. Работал научным ассистентом при Королевских музеях Берлина. В июле 1898 года он получил докторскую степень за работы по творчеству Альбрехта Дюрера и Якопо де Барбари. В 1901 году стал доктором философии, защитив диссертацию об Альбрехте Дюрере, а с 1902 года под руководством Генриха Вёльфлина работал в Берлинском университете в должности приват-доцента.
С 1903 года преподавал в Университете Галле. В 1904 году был назначен директором Штеделевского художественного института во Франкфурте-на-Майне. В этот период он приобрёл первую в коллекции музея работу Клода Моне, а также картину Рембрандта «Ослепление Самсона». Однако его план объединить коллекцию Штеделя с муниципальными музеями был отвергнут, из-за чего он ушёл в отставку в 1905 году. В 1905 году в Штеделевском институте его сменил Георг Сваценски, а Юсти получил должность первого постоянного секретаря Прусской академии искусств в Берлине. 2 ноября 1909 года Людвиг Юсти сменил Гуго фон Чуди на посту директора Национальной галереи Берлина.
Вернувшись с фронта Первой мировой войны, Юсти основал так называемый Новый отдел Национальной галереи Берлина во Дворце кронпринцев, который пополнил коллекцию галереи произведениями современного искусства и считался первым и наиболее значительным музейным собранием такого типа. Основным художественным направлением коллекции Нового отдела стал экспрессионизм. Для этого он приобрёл, среди прочего: произведения представителей группы художников-экспрессионистов «Мост»: Эрнста Людвига Кирхнера, Эриха Хеккеля и Карла Шмидт-Ротлуфа, а также Эмиля Нольде, Эрнста Барлаха, Франца Марка, Макса Бекмана и Оскара Кокошки. Долгие годы Юсти пришлось по этому поводу вести научную полемику с Карлом Шефлером, которая в публицистике и истории культуры Веймарской республики получила название «Музейная война».
В 1930—1933 годах Юсти издавал журнал «Музей современности» (нем. Museum der Gegenwart), претендовавший на внимание всех читателей, интересующихся современными музейными концепциями, приобретениями, музейной архитектурой и современным искусством в целом. После прихода к власти национал-социалистов он был понижен в должности до куратора, переведён в художественную библиотеку и вышел на пенсию в 1941 году. Однако он продолжал вести активную журналистскую деятельность.
После Второй мировой войны Людвиг Юсти оставался верным традициям музея во дворце Кронпринцев и активно участвовал в создании коллекции произведений искусства XX века. 69-летний Юсти 17 августа 1946 года был назначен генеральным директором Государственных музеев Берлина. Пытаясь восполнить пробелы в коллекции экспрессионизма, он пытался приобрести несколько важных работ, но не сумел противостоять силам, стремившимся принизить немецкое послевоенное искусство. Его усилия по восстановлению труда всей жизни пропали после раздела Берлина в 1948 году и основания в 1949 году двух немецких государств. Вторая галерея искусства XX века на основе городского музея была основана в 1949 году в Западном Берлине. В 1968 году она вошла в состав Новой национальной галереи. После раздела Государственных музеев Берлина Юсти до своей смерти в 1957 году оставался на должности директора музеев Восточного Берлина, «Государственных музеев Берлина, столицы ГДР», на Музейном острове.
24 февраля 1949 года Людвиг Юсти был избран членом-корреспондентом Берлинской академии наук и в том же году стал её постоянным членом.

## Сочинения
- Die Neuordnung der Gemälde-Galerie im Städelschen Kunstinstitut zu Frankfurt/Main. In: Museumskunde. 1, 1905.
- Die Zukunft der National Galerie. Berlin 1910.
- Der Ausbau der National-Galerie. Berlin 1913.
- Der Umbau in der National-Galerie. Berlin 1914.
- Offener Brief an Karl Scheffler. In: ZfbK. (Beilage) 54, 30, 1918/1919.
- Habemus Papam! Bemerkungen zu Schefflers Bannbulle «Berliner Museumskrieg». Berlin 1921.
- Neue Kunst — ein Führer zu den Gemälden der sogenannten Expressionisten in der National-Galerie, Berlin 1921.
- Hans Thoma. Hundert Gemälde aus deutschem Privatbesitz. Berlin 1922.
- Verzeichnis der Schack-Galerie (Vorwort). München 1923.
- Von Corinth bis Klee. Deutsche Malkunst im 19. und 20. Jh. Ein Gang durch die National-Galerie. Berlin 1931.
- Von Runge bis Thoma. Deutsche Malkunst im 19. und 20. Jh. Ein Gang durch die National-Galerie. Berlin 1932.
- Kat. Aus. Wiedersehen mit Museumsgut. Berlin 1946.
- Aufbau der Berliner Museen. In: ZfK. I/1947.
- Nachruf auf Heinrich Wölfflin. In: JbAdW. 1951.
- Meisterwerke der Dresdner Galerie, ausgestellt in der National-Galerie. Anregungen zum genauen Betrachten. Berlin 1955.
- Thomas W. Gaehtgens, Kurt Winkler (Hrsg.): Werden — Wirken — Wissen. Lebenserinnerungen aus fünf Jahrzehnten. Berlin 2000. ISBN 3-87584-865-9.